# Карін Пальме
Карін Пальме (ісп. Karin Palme; 27 грудня 1977 — 10 лютого 2024) — мексиканська тенісистка.
Найвищу одиночну позицію світового рейтингу — 315 місце досягла 5 грудня 1994, парну — 270 місце — 13 жовтня 1997 року.

## Фінали ITF
| Турніри $25,000 |
| Турніри $10,000 |

### Одиночний розряд (1–4)
| Результат | Ранг | Дата            | Турнір                         | Покриття | Суперниця                   | Рахунок       |
| --------- | ---- | --------------- | ------------------------------ | -------- | --------------------------- | ------------- |
| Перемога  | 1.   | 24 липня 1994   | Мехіко, Мексика                | Тверде   | Джессіка Фернандес          | 6–0, 6–3      |
| Поразка   | 1.   | 25 вересня 1994 | Гвадалахара (Мексика), Мексика | Тверде   | Грасіела Велес              | 2–6, 3–6      |
| Поразка   | 2.   | 20 лютого 1995  | Калі (місто), Колумбія         | Ґрунт    | Фабіола Сулуага             | 0–6, 4–6      |
| Поразка   | 3.   | 20 жовтня 1996  | Коацакоалькос, Мексика         | Тверде   | Паула Кабесас               | 7–5, 5–7, 2–6 |
| Поразка   | 4.   | 14 червня 2002  | Пачука-де-Сото, Мексика        | Ґрунт    | Ана Лусія Мільяріні де Леон | 1–6, 6–4, 5–7 |

### Парний розряд (3–3)
| Результат | Ранг | Дата            | Турнір                                 | Покриття | Партнерка           | Суперниці                              | Рахунок       |
| --------- | ---- | --------------- | -------------------------------------- | -------- | ------------------- | -------------------------------------- | ------------- |
| Поразка   | 1.   | 7 жовтня 1996   | Мехіко Мексика                         | Тверде   | Алена Пауленкова    | Трейсі Гаєте Рената Колбовіч           | 3–6, 7–5, 4–6 |
| Поразка   | 2.   | 23 березня 1997 | Victoria, Мексика                      | Тверде   | Грасіела Велес      | Paola Arrangoiz Аліна Жидкова          | 7–5, 0–6, 2–6 |
| Перемога  | 1.   | 8 вересня 1997  | Ла-Пас, Болівія                        | Ґрунт    | Моніка Машталіржова | Маріана Лопес Паласіос Лаура Монтальво | 4–6, 6–3, 6–2 |
| Поразка   | 3.   | 21 червня 1998  | Маунт-Плезант (Південна Кароліна), США | Тверде   | Адрія Енґел         | Кері Фебус Ванесса Вебб                | 2–6, 1–6      |
| Перемога  | 2.   | 6 серпня 2001   | Поса-Ріка, Мексика                     | Тверде   | Ремі Уда            | Еріка Кларке Алехандра Ріверо          | 6–2, 6–3      |
| Перемога  | 3.   | 25 серпня 2002  | Сан-Луїс-Потосі (штат), Мексика        | Тверде   | Арпі Коджіан        | Еріка Кларке Алехандра Ріверо          | 6–7, 6–3, 7–6 |